# Järnskog-Skillingmarks församling
Järnskog-Skillingmarks församling är en församling i Västra Värmlands kontrakt i Karlstads stift. Församlingen ligger i Eda kommun i Värmlands län och ingår i Eda-Köla pastorat.

## Administrativ historik
Församlingen bildades 2010 genom sammanläggning av Järnskogs församling och Skillingmarks församling och var därefter till 2014 en församling i Köla pastorat. Från 2014 ingår församlingen i Eda-Köla pastorat.

## Kyrkor
- Järnskogs kyrka
- Skillingmarks kyrka